# Comuna Allerød
Allerød (Allerød Kommune) este o comună din regiunea Hovedstaden, Danemarca, cu o suprafață totală de 67,43 km² și o populație de 24.105 locuitori (2011).